# Entidad local menor

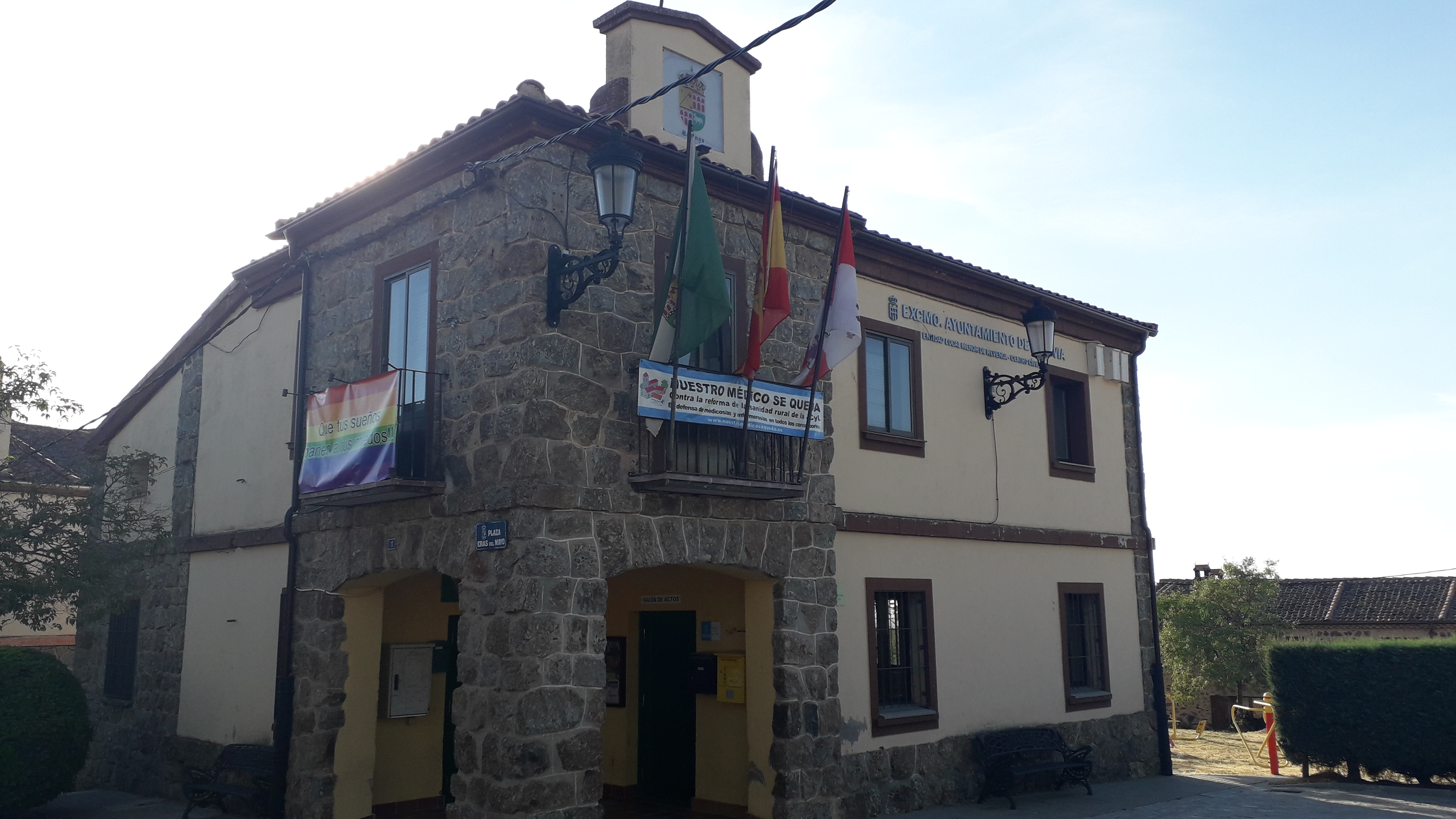
Sede de la Entidad local menor de Revenga, dependiente del municipio de Segovia

Entidad local menor es la denominación que reciben en algunas comunidades autónomas de España (Aragón, Castilla y León, Extremadura, Baleares, Galicia, Comunidad Valenciana y Cantabria) lo que la legislación española define como entidad de ámbito territorial inferior al municipio, y que en otras regiones españolas se conoce con el nombre de Concejo en Álava y en Navarra, parroquia rural (Asturias), entidad local autónoma (Andalucía), entidad municipal descentralizada (Cataluña).
La figura está recogida principalmente en los artículos 24 y 24 bis de la Ley Reguladora de las Bases del Régimen Local, como ente de ámbito territorial inferior al Municipio, estableciéndose que  para facilitar la participación ciudadana en la gestión de los asuntos locales y mejorar ésta, los municipios podrán establecer órganos territoriales de gestión desconcentrada, con la organización, funciones y competencias que cada ayuntamiento les confiera, atendiendo a las características del asentamiento de la población en el término municipal, sin perjuicio de la unidad de gobierno y gestión del municipio. Las leyes de las Comunidades Autónomas sobre régimen local regularán los entes de ámbito territorial inferior al Municipio, que carecerán de personalidad jurídica, como forma de organización desconcentrada del mismo para la administración de núcleos de población separados, bajo su denominación tradicional de caseríos, parroquias, aldeas, barrios, anteiglesias, concejos, pedanías, lugares anejos y otros análogos, o aquella que establezcan las leyes.

## Historia

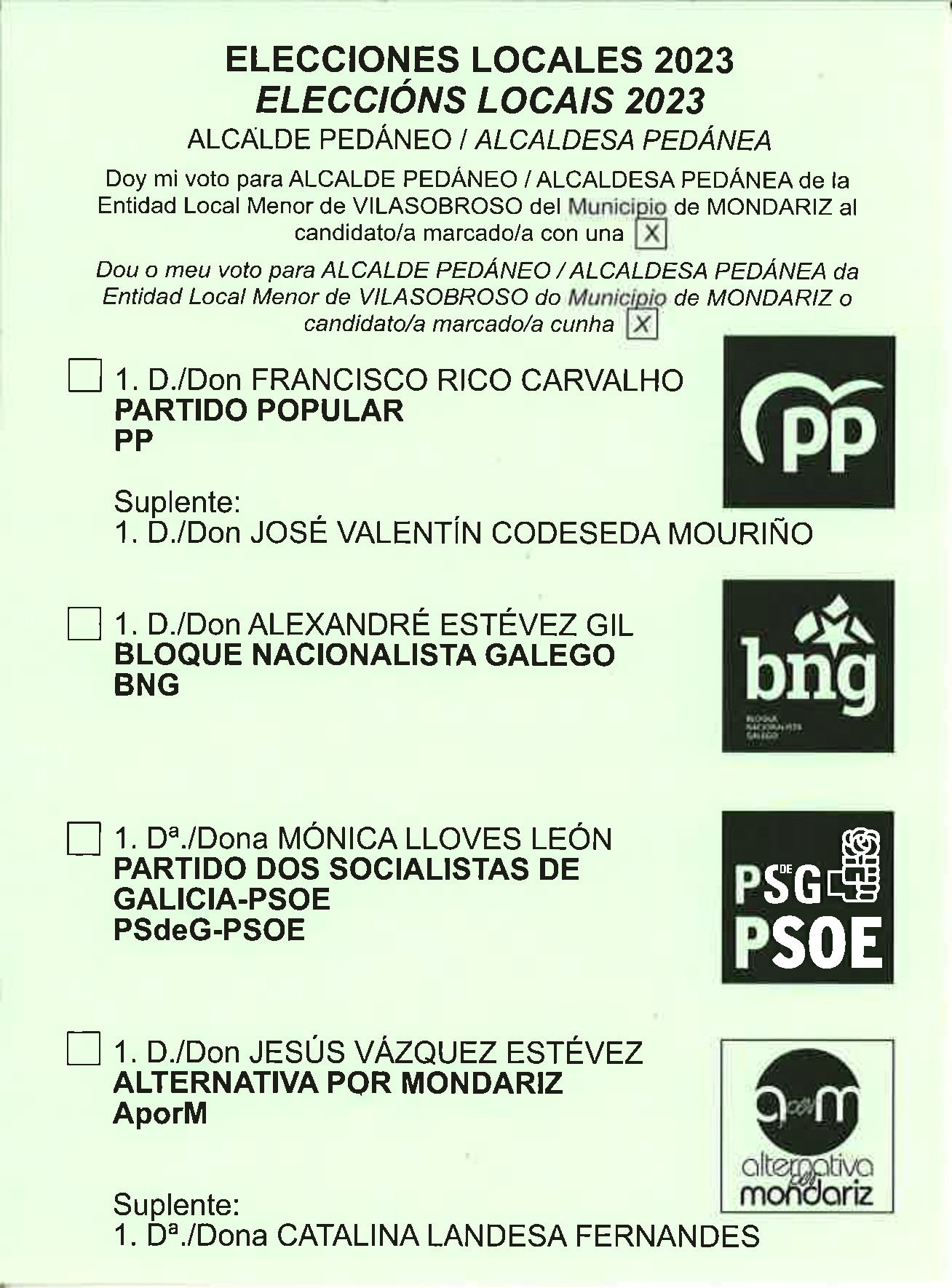
Papeleta electoral para la alcaldía pedánea de Vilasobroso, 2023.

La forma de administración local en España conocida como entidad local menor fue creada por el Estatuto Municipal de 1924, con José Calvo Sotelo como director general de la Administración. Dicho estatuto señalaba en su artículo 2.º que:

Bajo la denominación de Entidades locales menores se comprenden los anejos, parroquias, lugares, aldeas, caseríos y pedanías que, dentro de un Municipio, y constituyendo núcleo separado de edificaciones, forman conjunto de personas y bienes, con derechos o intereses peculiares y colectivos, diferenciables de los generales del Municipio.
Real decreto-ley aprobando el Estatuto municipal.

Dichas entidades tenían una personalidad jurídica distinta a la del municipio en que radicaba. La representación legal de las entidades locales menores correspondía a su junta vecinal, que tenían la misma capacidad en relación con bienes, contratos, obras y servicios públicos y acciones civiles, criminales, administrativas y contencioso-administrativas que un ayuntamiento.
Si tenían menos de 1000 habitantes se regían por concejo abierto. La Junta estaba formada por un presidente y dos vocales adjuntos. En caso de la que la entidad local menor fuera una parroquia la junta se denominaba parroquial en vez de vecinal.
Si tenían una población superior a 1000 habitantes, y en especial las que formaban barriadas o anexos urbanos agregados a grandes poblaciones, la junta vecinal estaba compuesta por tantos vocales como concejales le correspondería de ser un ayuntamiento.

## Aragón
En Aragón, con el nombre de entidades locales menores, se establecieron por la Ley 7/1999, de Administración Local de Aragón, y se regulan mediante el Decreto 346/2002, del Gobierno de Aragón, por el que se aprueba el Reglamento de Territorio y Población de las Entidades Locales de Aragón, aunque anteriormente ya se habían creado entidades locales menores al ámparo del Real Decreto Legislativo 781/1986 (como por ejemplo, Fuencalderas en 1996).
De esta forma, los núcleos de población que no reúnen las condiciones necesarias para la creación de un municipio pueden constiturse en entidad local menor.

## Castilla y León
La Normativa sobre Administración Local de Castilla y León, además de recuperar su tradicional y consolidada denominación, pretende dignificar sus características institucionales, de modo que su existencia constituya un aliciente tanto para los vecinos de los núcleos y como para los propios Ayuntamientos.
El concejo es una institución típicamente leonesa. Está constituida por pequeñas unidades de población con amplios poderes sobre su patrimonio. Su gran tradición democrática es uno de los precedentes de las Cortes de León de 1188.
LEY 1/1998, de 4 de junio, de Régimen Local de Castilla y León, Boletín: 109 / 1998, de 11 de junio.

## Galicia

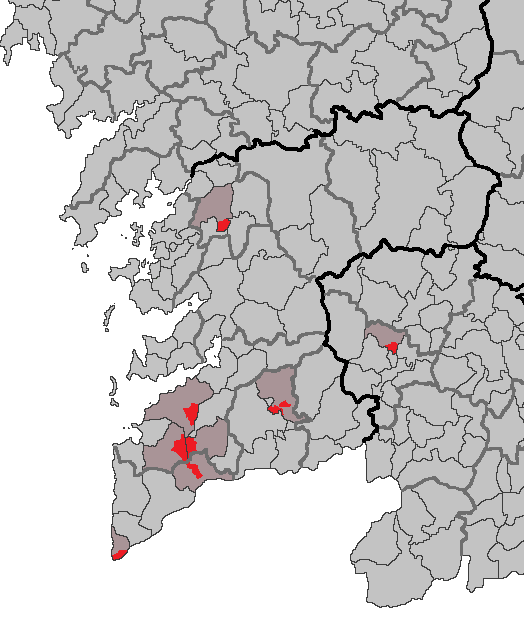
Distribución de las entidades locales menores en Galicia.

En la comunidad autónoma de Galicia, solamente hay nueve entidades locales menores, a pesar de que esta comunidad tiene el mayor número de núcleos de población de todas las comunidades autónomas de España.
- Ocho corresponden a la provincia de Pontevedra:
  - Arcos da Condesa (Caldas de Reyes),
  - Bembrive (Vigo),
  - Camposancos (La Guardia),
  - Chenlo (Porriño),
  - Morgadanes (Gondomar),
  - Pazos de Reyes (Tuy),
  - Queimadelos (Mondariz)
  - Villasobroso (Mondariz)
- Y Berán (Leiro) a la de Orense.

Muchas de estas entidades en el Antiguo Régimen fueron cabeza de su respectivo coto o señorío natural, territorios mucho más extensos que la mayor parte de los actuales municipios gallegos.

## Comunidad Valenciana
En la Comunidad Valenciana las entidades locales menores son los núcleos de población separados territorialmente del municipio al que pertenecen y que, teniendo características peculiares, se han constituido como una entidad local menor. Según el Título IV de la Ley 8/2010, de 23 de junio, de la Generalidad Valenciana, de Régimen Local de la Comunidad Valenciana, todas las entidades locales menores de la región tienen la consideración de entidad local y disfrutan de personalidad y capacidad jurídica plena para el ejercicio de sus competencias. En la Comunidad Valenciana existen siete entidades locales menores, 3 en la provincia de Valencia, otras 3 en la provincia de Alicante y una en la provincia de Castellón.
| Entidades locales menores de la Comunidad Valenciana |                     |           |           |                              |
| Entidad local menor                                  | Municipio           | Provincia | Población | Miembros de la Junta Vecinal |
| La Llosa de Camacho                                  | Alcalalí            | Alicante  | 216       | 3                            |
| La Jara                                              | Denia               | Alicante  | 1.557     | 7                            |
| Jesús Pobre                                          | Denia               | Alicante  | 736       | 6                            |
| Ballestar                                            | Puebla de Benifasar | Castellón | 51        | 3                            |
| La Barraca d'Aigües Vives                            | Alcira              | Valencia  | 845       | 7                            |
| El Perelló                                           | Sueca               | Valencia  | 2.565     | 7                            |
| Mareny de Barraquetes                                | Sueca               | Valencia  | 878       | 7                            |
| Fuente: Generalidad Valenciana                       |                     |           |           |                              |

## Extremadura
En la comunidad autónoma de Extremadura, las entidades locales menores (E.L.M) se distribuyen así: 
- Dieciséis corresponden a la provincia de Badajoz: 
  - E.L.M de Barbaño
  - E.L.M de Conquista del Guadiana
  - E.L.M de El Torviscal
  - E.L.M de Entrerríos
  - E.L.M de Gargáligas
  - E.L.M de Guadajira
  - E.L.M de Los Guadalperales
  - E.L.M de Hernán Cortés
  - E.L.M de Palazuelo
  - E.L.M de Puebla de Alcollarín
  - E.L.M de Ruecas
  - E.L.M de Torrefresneda
  - E.L.M Valdehornillos
  - E.L.M de Valdivia
  - E.L.M de Vivares
  - E.L.M de Zurbarán
- Seis en la provincia de Cacéres: 
  - E.L.M de Azabal
  - E.L.M de Navatrasierra
  - E.L.M de Pizarro
  - E.L.M de Pradochano
  - E.L.M de San Gil
  - E.L.M de Valdeíñigos
  - E.L.M de Valdesalor

## Álava
En Álava existen actualmente 334 concejos, la relación completa puede consultarse en Anexo:Concejos de Álava.

## Navarra
Actualmente existen en Navarra 346 concejos, la relación completa puede consultarse en Anexo:Concejos de Navarra